# Augustiner Bräu
Augustiner Bräu München è un birrificio di Monaco, fondato nel 1328 dai monaci agostiniani.
La birra che vi viene prodotta viene commercializzata senza far ricorso a campagne pubblicitarie. Nel 2003 ne sono stati prodotti 900.000 ettolitri.
Augustiner fa parte, con Spaten, Paulaner, Hacker-Pschorr, Hofbräu e Löwenbräu, dei 6 fabbricanti di birra ufficiali dell'Oktoberfest.

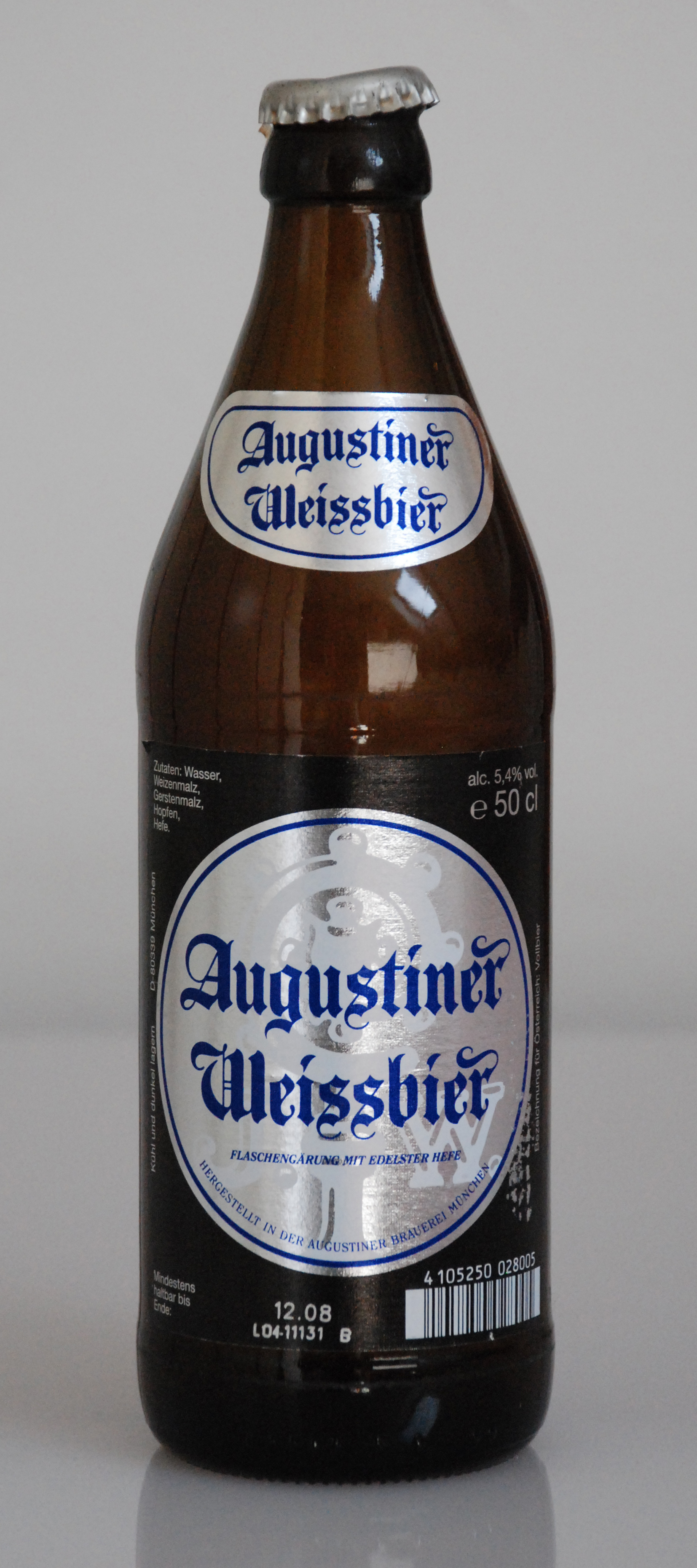
Bottiglia di Augustiner Weissbier

## Prodotti
L'azienda produce diverse varianti di birra, differenziate per fermentazione:
- La marca più popolare della Augustiner è la Augustiner Helles, con il 5.2% di alcool, una birra chiara che ha una fase secondaria prolungata di fermentazione.
- Edelstoff  ("cosa nobile" in tedesco), è più chiara e più dolce della precedente, con il 5.6% di alcool; variante più vivace e più forte della lager.
- "Wies'n~Edel" o Oktoberfestbier, un tipo di birra (conosciuto come Märzen in tedesco) prodotto appositamente per l'Oktoberfest. La Augustiners Oktoberfest viene servita dai barilotti di legno tradizionali.
- Augustiner Dunkles, una birra di malto scura.
- Augustiner Pils, fermentata secondo la ricetta originale del Pilsner.
- Augustiner Weissbier.
- Maximator (Doppelbock), è la birra stagionale della Starkbierfest (periodo quaresimale). Fermentata in coincidenza della quaresima, questa è una starkbier (birra forte, con il 7.5% di alcool).
- Heller Bock

Tutte le marche di Augustiner sono prodotte in conformità con il Reinheitsgebot.